# Пристінні келії
Пристінні келії (Пристінний корпус) — будівля, початково призначена для розселення дзвонарів та сторожі монастиря зведена у 1839 році на південний схід від Софійського собору, в стилі класицизм. Прилягає до монастирського муру вздовж вул. Володимирської та вздовж південної в'їзної вежі.

## Історія
Збудований за проектом та під наглядом архітектора Спарро. Первісно призначався для розселення сторожі та дзвонарів собору. 1866 року було перебудовано — замінено дах, перекриття, підлогу, перегородки. 1870 року до корпусу зі сходу по лінії муру за проектом єпархіального архітектора В. Дейнеки два приміщення для осіб іншого віросповідання, що готувалися до прийняття святого Хрещення. 1878 року перероблено кухню, ґанок, прорізано віконні та дверні отвори у новій причетницькій квартирі. 1880 року відремонтовано дах. 1886 року встановлено нові віконні заповнення. На межі 19-20 ст. прорізано вікна на вул. Володимирську. У радянський час будинок зберігав житлове призначення. У 1990-х роках проведено ремонтно-реставраційні роботи з пристосування частин приміщень під фонди заповідника. 2006 року було розпочато ремонтно-реставраційні роботи в у сьому корпусі.

## Архітектура
Одноповерховий мурований корпус у плані наближений до прямокутника (первісно прямокутний), вкритий низьким двосхилим дахом з бляшаною покрівлею.
Планування коридорного типу з однобічним розташуванням приміщень. Стіни та стрічкові фундаменти муровано з цегли на вапняковому розчині. Перекриття пласкі дерев'яні.
Тильний північний фасад потиньковано, побілено, оздоблено у стилі класицизму. Первісну симетрію центрально-осьової композиції порушує східна прибудова на зламі лінії монастирського муру.
Місце корпусу на зовнішньому фасаді монастирського муру позначають прорізані у його товщі довільно розташовані вікна.
Корпус — пізніша за часом побудови споруда, первісні форми якої не порушили гармонії архітектурного ансамблю монастиря.

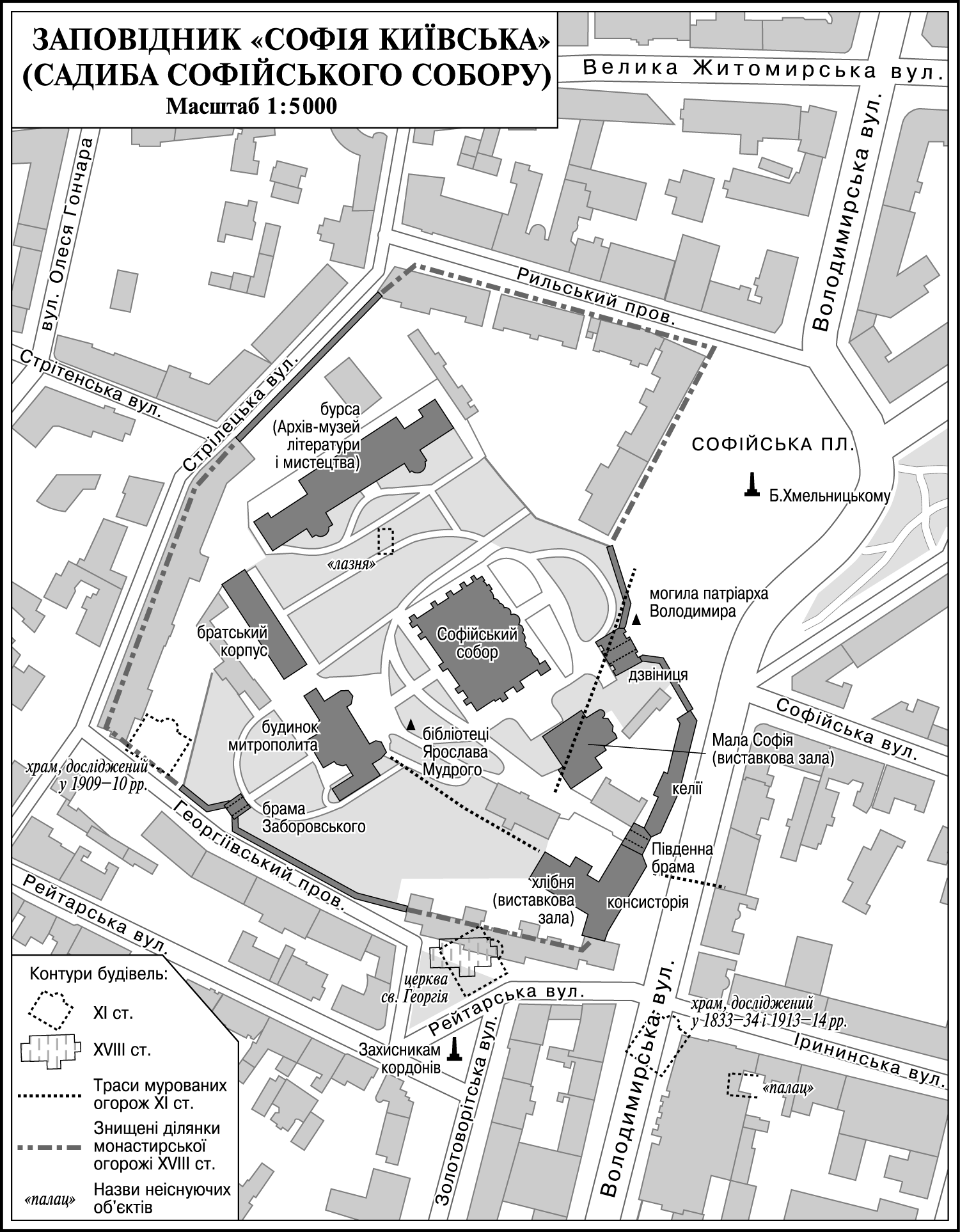
Мапа заповіднику «Софія Київська»
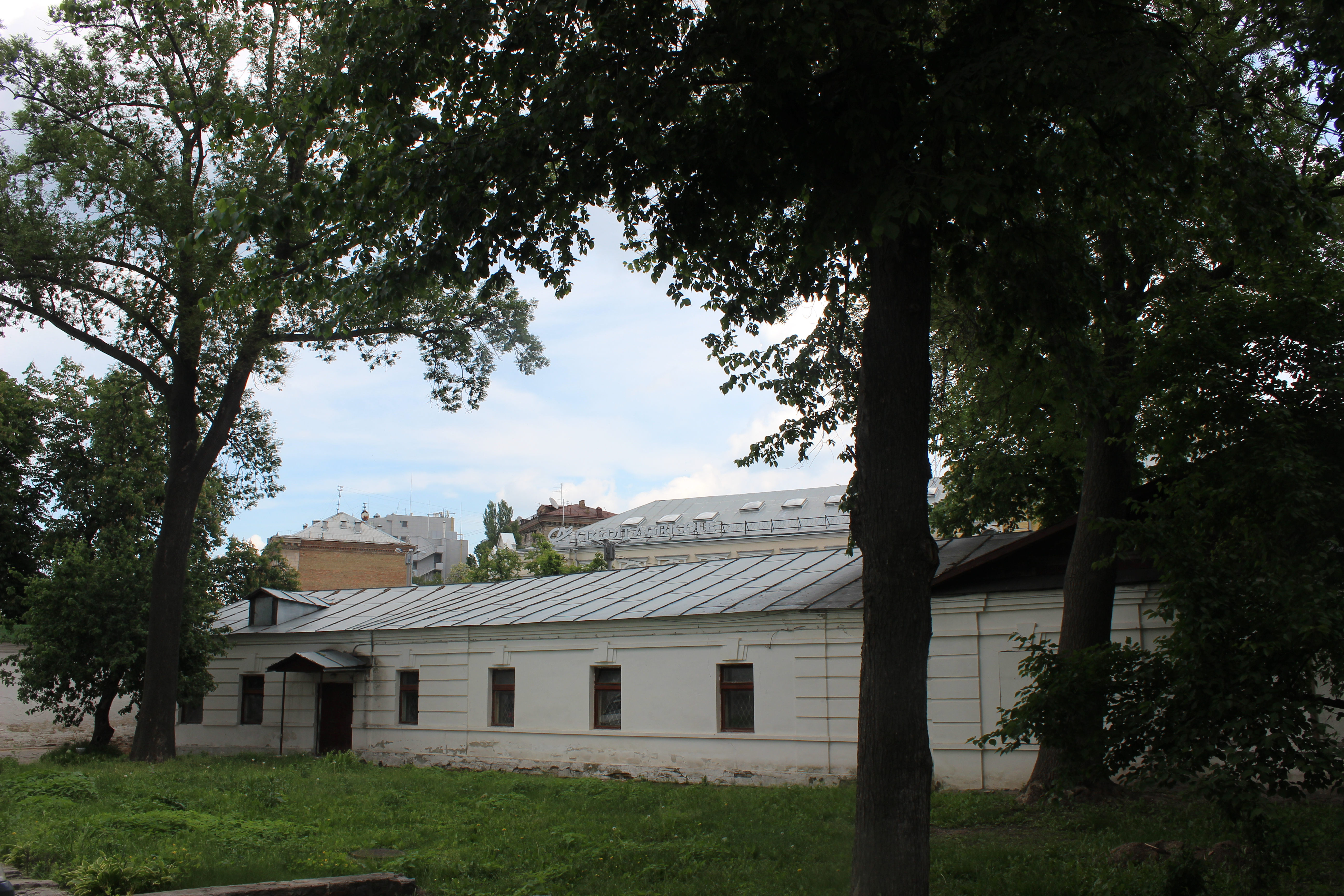
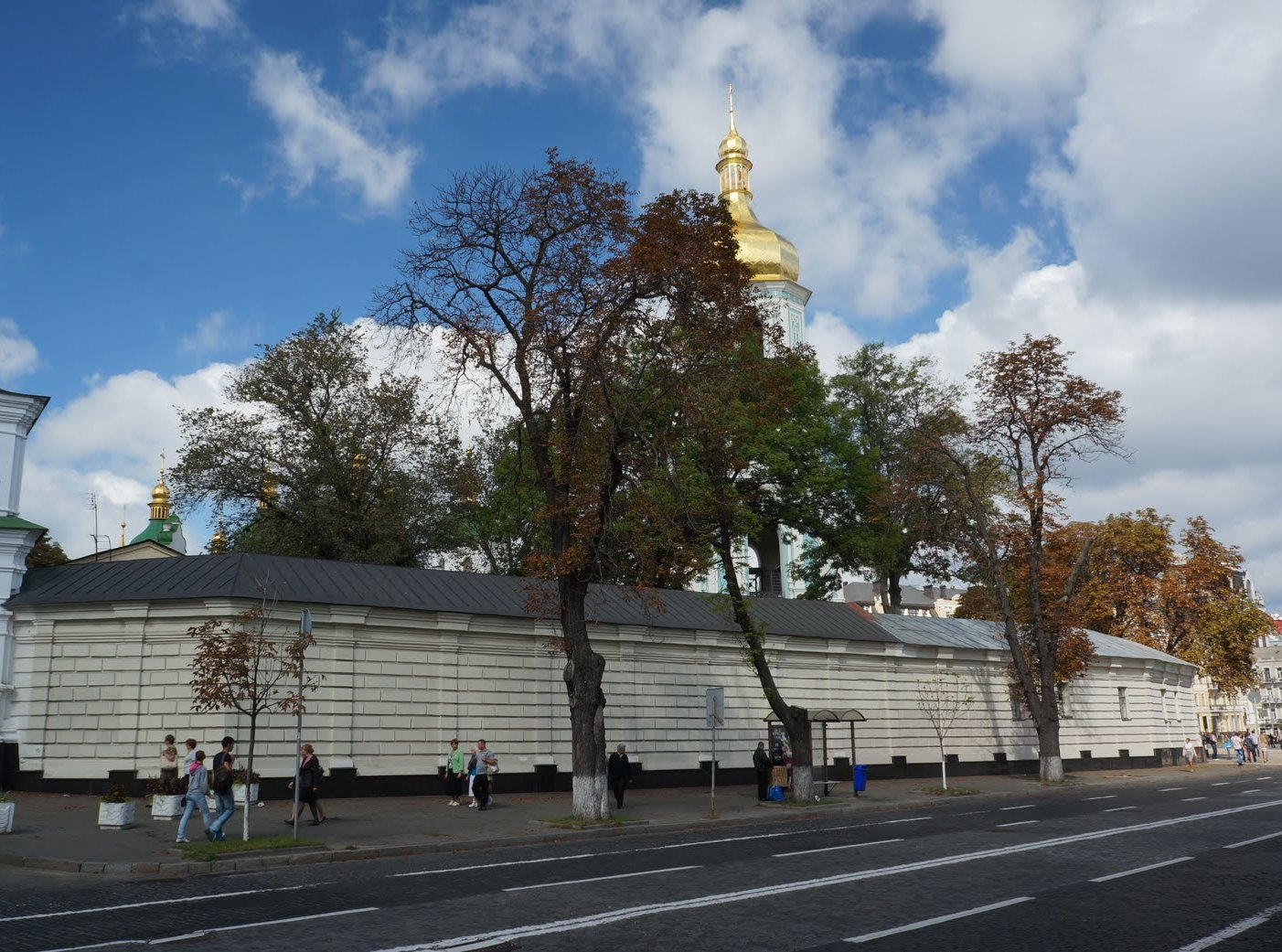